# Agonàlia
Agonàlia o Agònia fou un antic festival que es feia a l'antiga Roma diverses vegades a l'any.
La seva fundació s'atribueix a Numa Pompili, com la majoria de festes institucionalitzades. Se celebrava tres o quatre vegades a l'any. En un principi consistia a oferir un sacrifici als principals déus de l'estat.

## El propòsit de la festa

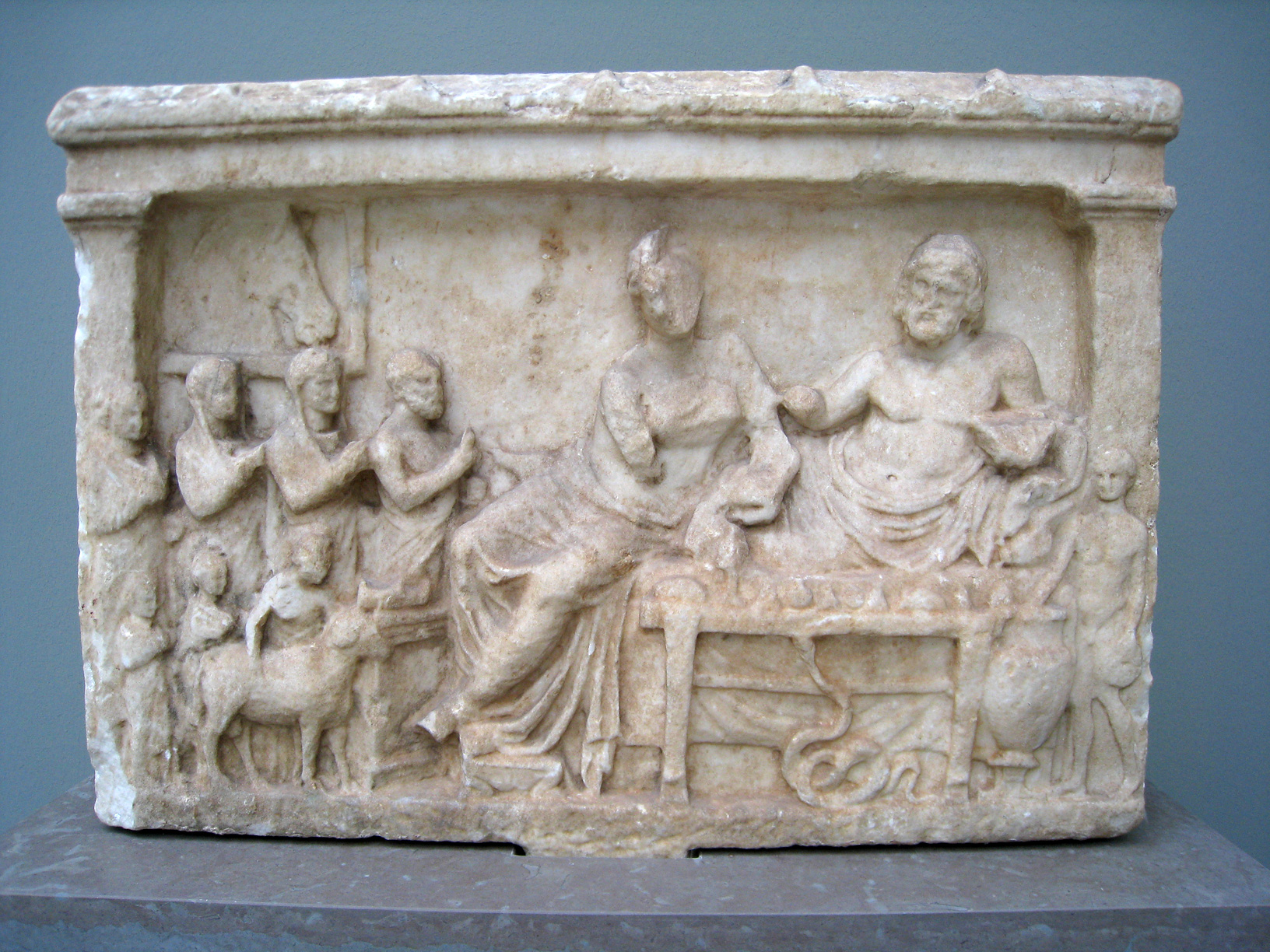
Relleu en marbre (v. 300 aC), mostrant l'oferiment d'un anyell als déus

El propòsit d'aquesta celebració ha estat motiu de controvèrsia ja entre els primers historiadors. La tradició de sacrificar un anyell als déus no és exclusiva de la religió romana, es pot trobar per exemple, en rituals de l'antiga Grècia o en la cultura hebrea. J.A. Hartung classifica aquesta festivitat basant-se en tres aspectes diferenciadors: el tipus d'ofrena, qui era l'encarregat de fer-la i el lloc on es feia. L'ofrena era un boc (aries), que era la mena de sacrifici dedicat als déus guardians de l'estat. El sacerdot que presidia el ritual era el rex sacrificulus, i el lloc on es feia era la Regia. Tant el rex sacrificorum com la Regia eren emprats en rituals relacionats només amb els déus més importants, els que tenien a veure amb el benestar de tot el poble romà. Per tant, arriba a la conclusió, que es tractava d'una ofrena als déus principals per assegurar la protecció i el benestar del poble romà.

## Etimologia
L'etimologia és també un tema que ha estat motiu de debat. La majoria de les propostes ja van ser fetes per Ovidi. No obstant, cap d'elles resulta completament satisfactòria. Una possibilitat és que el sacrifici, en la seva primera forma fos oferit al turó del Quirinal, que en altres temps s'havia anomenat Agonus, i la Porta Col·lina es deia Agonensis. Les cròniques especifiquen que el sacrifici es feia sempre a la Regia, també coneguda com a "domus regis" ("casa del rei"), que en aquell temps estava a la part alta de la Via Sacra, prop de l'arc de Titus, i a més, en un antic escrit es diu que antigament la Regia estava al Quirinal.
Es creu que el Circus Agonensis, ocupava el lloc de l'actual Piazza Navona, i que va ser construït per l'emperador Alexandre Sever on anteriorment se sacrificaven els animals per la festa de l'Agonalia. Però hi ha autors que dubten d'aquesta etimologia, com ara Humprey, que omet aquest circ en el seu llistat de circs romans, car dubta de la seva existència. Mentre que altres no ho dubten pas, perquè agone és un terme d'origen grec que van adoptar els llatins per a referir-se als espectacles de lluita.

## 9 de gener
Se celebrava un Agonium cada 9 de gener, amb el nom de Fasti Praenestini, encara que de forma retallada. Ovidi va escriure un poema sobre el tema del calendari romà, en què es refereix al Fasti Praenestini com el dies agonalis i en altres llocs apareix com Agonalia. Sext Pompeu Fest explica que la paraula agonia és un terme del llatí arcaic que vol dir víctima expiatòria i més endavant es va substituir pel terme "hostia". Agustí d'Hipona pensava que els romans tenien un déu anomenat Agonius, el qual devia haver estat el déu d'una part de la ciutat que anomenaven Collina o Porta Col·lina.

## 11 de desembre
L'onze de desembre, coincidint amb la festivitat del Septimontium o Septimontiale sacrum, se celebrava una altra agonàlia; però això només consta en calendaris molt antics, fins i tot podria tractar-se d'un error tipogràfic en fer la còpia. La relació entre ambdues festivitats és desconeguda, si és que n'hi havia.

## Agonium martiale
Els Agonia dedicats a Mart eren celebrats durant el mes de març, que es deia així en honor d'aquest déu. Eren una repetició de les Equirria que se celebraven el 27 de febrer. Generalment coincidia també amb el dia dedicat a Juno, celebrat per les calendes de març. Podien haver altres agonàlies durant aquest més: la del dia 17, i la del dia 23, anomenada Tubilustrium.
Varró va suggerir que aquesta Agonia era d'importància més recòndita que la Liberalia, festa que se celebrava el mateix dia. Varró es basava en els llibres sagrats dels sacerdots de Mart, els salii, també anomenats Agonenses, on es parla de la Liberalia amb la paraula Agonia. Segons Masuri Sabí, els pontífex feien servir l'expressió Agonium Martiale per a referir-se a la Liberalia. Els historiadors moderns tendeixen a creure que el fet de compartir dates era pura coincidència i que es tractava de dues festivitats sense relació entre elles.